# 陳繼偉
陳繼偉，MH（1966年—），民生圓桌主席，現任香港西貢區議會地區委員會界別議員，曾任香港西貢區議會維景選區議員，前專業動力成員。

## 簡歷
陳繼偉參選2007年香港區議會選舉，以獨立無政黨人士出戰維都選區，最終以2025票當選。 
2011年9月27日參選2011年香港區議會選舉，自動當選，2012年加入方國珊的專業動力。
2015年10月14日參選2015年香港區議會選舉，最終得3014票當選。
2017年成為新界區議會界別特首選委，於2017年特首選舉中提名林鄭月娥參選，聲稱最終投票支持胡國興。
2019年香港區議會選舉以維景灣畔業主委員會主席身份競選連任。維景灣畔管理處禁止其競爭對手進入選區宣傳。最終被泛民主派「將向天晴」的葉子祈擊敗，連任失敗。
2022年1月，聯同西貢區議會議員張美雄、張展鵬退出專業動力，另牽頭成立中間偏建制派的智庫組織民生圓桌，並成為該組織主席。

## 過往區議會職務

### 曾任西貢區議會職務
- 地區設施管理委員會主席 （-2019）
- 財務及行政委員會委員（-2019）
- 房屋及環境衞生委員會委員（-2019）
- 社會服務及健康安全城市委員會委員（-2019）
- 交通及運輸委員會委員（-2019）